# Vitamin
Vitamín (vita življenje, amin vsebujoč dušik) je skupno ime za skupino biološko aktivnih organskih spojin, katerih prisotnost v krvi pripomore danemu živemu organizmu pri vzpostavljanju zdravstvenega ravnotežja. Teh spojin ne more sintetizirati sam organizem iz osnovnih hranil (beljakovin, ogljikovih hidratov in maščob), ampak jih mora prejeti od zunaj. Zato moramo te nevidne in za telo učinkovite snovi dobivati v dokončni obliki. Vitamini nastajajo predvsem v rastlinah. Človek jih dobi večinoma s hrano, nekatere pa tvorijo tudi bakterije v črevesju. Vitamine delimo na tiste, ki so topni v maščobah (A,D,E,K) in na tiste, ki so topni v vodi (C, B-kompleks in H). To je pomembno, ker v maščobah topni vitamini za prehod iz črevesja v kri potrebujejo v zaužiti hrani tudi nekaj maščob. Kadar jih s hrano použijemo preveč, se skladiščijo v maščevju in jetrih. Pri pretiranem uživanju vitaminov, tako naravnih kot tudi sintetičnih, se lahko pojavi hipervitaminoza, ki se kaže v različnih zdravstvenih težavah. Nasprotno se v vodi topni vitamini ne kopičijo v telesu, ampak se presežene količine izločijo skozi ledvice v seč. Zato skorajda ni nevarnosti, da bi prišlo do zastrupitve zaradi zaužitja prevelike količine v vodi topnih vitaminov. 
Vitamina A in D, zaužita v dnevnih odmerkih, ki več kot desetkrat presegajo priporočeno dnevno količino, sta toksična, vitamina E in K pa ne. Niacin, vitamin B6 in vitamin C so v velikih odmerkih škodljivi, drugi vodotopni vitamini pa ne. V telesu se v velikih količinah nakopičita le vitamina A in E, vitamina D in K pa le v manjših. Zaloga vitamina C v telesu je glede na potrebe minimalna, medtem ko je zaloga vitamina B12 ogromna, saj telo šele v približno sedmih letih porabi 2- do 3- miligramsko zalogo slednjega.
Pri uravnoteženem prehranjevanju ne more priti do nastanka bolezni zaradi pomanjkanja vitaminov (avitaminoza). Pomanjkanje vitaminov je vedno posledica enoličnega prehranjevanja s premalo živil rastlinskega izvora. Največ vitamina A se nahaja v mleku, maslu, marelicah, rdečem korenju in v ostalih živilih z rdečo in oranžno barvo ter v listnati zelenjavi. Vitamin B1 vsebujejo polnovredna žita in žitni izdelki, meso, rumenjak, kvas in stročnice; vitamin B2 pa vsebujejo mleko, meso, jetra, polnovredna žita in kvas; niacin se nahaja v jetrih, mesu, žitih, otrobih in kvasu; vitamin B6 pa vsebujejo banane, polnovredna žita, perutnina, stročnice, rumenjak, listnata zelenjava, ribe, orehi in pšenični kalčki. Nenadomestljivega vitamina C pa zaužijemo z agrumi, paradižniki, papriko, melono, jagodami, šipkom in kivijem. V hladnih zimskih mesecih potrebujemo več vitamina D, ki ga dobimo z mesom, ribjim oljem, morskimi ribami, rumenjakom in jetri. Vitamin, ki tudi sodi v skupino tako imenovanih antioksidantov, je vitamin E. Vsebujejo ga rastlinska olja in polnovredna žita.
Izraz vitamin je leta 1912 skoval poljski biokemik Kazimierz Funk. Sestavljena je iz besed vita (latinsko: življenje) in -amin, ker je v tedanjem času je veljalo, da vsebujejo vsi vitamini aminsko skupino. Čeprav se je pozneje izkazalo, da temu ni tako, se je ime obdržalo. Pojem vitamin ne vključuje drugih pomembnih hranil, kot so minerali, maščobne kisline ali aminokisline. Človek v grobem potrebuje 20 vitaminov, od katerih jih 12 iz provitaminov lahko zgradi sam, ostale pa mora sprejeti z zaužito hrano.

## Človeški vitamini
V normalno prehranjenem in zdravem človeku je znanih trinajst vitaminov, razdeljenih v dve skupini. V prvi so štirje v maščobah topni vitamini (A, D, E in K) ter devet vodotopnih vitaminov (osem vitaminov B kompleksa ter vitamin C).

| Ime vitamina                 | Glavni viri | Glavne naloge                                                                      | Posledice pomanjkanja in presežka |
| ---------------------------- | --- | ---------------------------------------------------------------------------------- | --- |
| V maščobah topni vitamini    | |                                                                                    | |
| vitamin A                    | Ribje olje, goveja jetra, jajčni rumenjak, maslo, smetana Kartenoidi (ki se v črevesju pretvorijo v vitamin A):temnozelena listnata zelenjava, rumena zelenjava in sadje                                      | Normalen vid, zdrava koža in druga krovna tkiva, obramba pred okužbami             | Pomanjkanje: nočna slepota, odebelitev kože okrog lasnih mešičkov, sušenje beločnice in roženice, čemur sledijo izbuljenost oči, razjede na roženici, pretrganje roženice z izlitjem očesa, slepota, lise na beločnici, nevarnost okužb; smrt Presežek: glavobol, luščenje kože, povečanje vranice in ledvic, odebelitev kosti in bolečine v sklepih |
| vitamin D                    | Vitamin D2 (ergokalciferol): obogateno mleko in pivski kvas Vitamin D3 (holekalciferol): ribje olje, rumenjak, obogateno mleko; tvori se v koži, ki je izpostavljena sončni svetlobi (ultravijoličnim žarkom) | Absorpcija kalcija in fosforja v prebavilih; mineralizacija, rast in poprava kosti | Pomanjkanje: nepravilna rast in celjenje kosti, rahitis pri otrocih, osteomalacija pri odraslih, občasni mišični krči Presežek: izguba teka, slabost, bruhanje, povečano odvajanje seča, šibkost, živčnost, žeja, srbenje, odlaganje kalcija v telesu                                                                                                |
| vitamin E                    | Rastlinsko olje, zelnata listnata zelenjava, jajčni rumenjak, margarina, stročnice | Antioksidant (kar pomeni, da zavira oksidacijo)                                    | Pomanjkanje: propadanje rdečih krvničk in poškodbe živcev Presežek: povečana potreba po vitaminu K |
| vitamin K                    | Listnata zelenjava, svinjina, jetra, rastlinska olja; nastaja v črevesju s pomočjo črevesnih bakterij | Nastajanje dejavnikov strjevanja krvi, normalno strjevanje krvi                    | Pomanjkanje: krvavenje (upočasnjeno strjevanje krvi) |
| Vodotopni vitamini           | |                                                                                    | |
| vitamin B1 (tiamin)          | Kvas, polnozrnata žita, meso (predvsem svinjina in jetra), jedrca, stročnice, krompir | Presnova ogljikovih hidratov, delovanje živčevja in srca                           | Pomanjkanje: beriberi pri odraslih in otrocih; srčno popuščanje, nenormalno delovanje živcev in možganov |
| vitamin B2 (riboflavin)      | Mleko, sir, jetra, meso, jajca, obogatene žitarice | Presnova ogljikovih hidratov, zdrave sluznice                                      | Pomanjkanje: razpokane ustnice in koža, luščenje kože, ranice v ustnih kotičkih, dermatitis |
| Niacin (nikotinska kislina)  | Kvas, jetra, meso, ribe, stročnice, polnozrnate obogatene žitarice | Kemične reakcije v celicah, presnova ogljikovih hidratov                           | Pomanjkanje: pelagra (hrapava koža, vnetje jezika, nepravilno delovanje prebavil in možganov) |
| vitamin B6 (piridoksin)      | Kvas, jetra, drobovina, polnozrnate žitarice, ribe, stročnice | Presnova maščobnih kislin in aminokislin, delovanje živčevja, zdrava koža          | Pomanjkanje: krči pri otrocih, motnje v delovanju živčevja, kožne spremembe, anemija |
| vitamin B7 (biotin)          | Jetra, ledvice, rumenjak, kvas, cvetača, orehi, stročnice | Presnova ogljikovih hidratov in maščobnih kislin                                   | Pomanjkanje: vnetje kože in ustnic |
| vitamin B12 (cianokobalamin) | Jetra, meso (predvsem govedina in svinjina, drobovina), jajca, mleko in mlečni izdelki | Dozorevanje rdečih krvničk, delovanje živčevja, sinteza DNK                        | Pomanjkanje: perniciozna anemija in druge anemije (pri strogih vegetarijancih in bolnikih s trakuljo), določene psihiatrične motnje, slab vid |
| Folna kislina                | Zelena listnata zelenjava, sadje, jetra, drobovina in kvas | Dozorevanje rdečih krvničk, sinteza DNK in RNK                                     | Pomanjkanje: zmanjšanje števila vseh krvnih celic (pancitopenija), velike rdeče krvničke (še posebej pri nosečnicah, otrocih in bolnikih z moteno absorpcijo) |
| Pantonenska kislina          | Jetra, kvas, zelenjava | Presnova ogljikovih hidratov in maščob                                             | Pomanjkanje: bolezni živčevja, prekoč občutek v stopalih |
| Vitamin C                    | Agrumi, paradižnik, krompir, zelje, paprika | Rast kosti in veziva, celjenje ran, delovanje žil, antioksidant                    | Pomanjkanje: skorbut (krvavitve, majavost zob, vnetje dlesni) |